# Hermann von François
Hermann Karl Bruno von Francois (Luxembourg, 31. siječnja 1856. – Berlin, 15. svibnja 1933.) je bio njemački general i vojni zapovjednik. Tijekom Prvog svjetskog rata zapovijedao s više korpusa, te 8. armijom, na Istočnom i Zapadnom bojištu.

## Vojna karijera
Hermann von Francois rođen je 31. siječnja 1856. u Luxembourgu u pruskoj vojničkoj obitelji. Inače, njegovi preci su hugenotskog podrijetla, te su se zbog progona hugenota u 17. stoljeću doselili u Berlin, pa otuda i Francoisu frankofonsko prezime. Oba Francoisova djeda su služili u pruskoj vojci, kao i njegov otac koji je kao general pruske vojske poginuo u Prusko-francuskom ratu. I Francoisov mlađi brat Hugo sudjelovao je u Prvom svjetskom ratu boreći se u Njemačkoj Jugozapadnoj Africi (danas Namibiji) u kojem je i poginuo, dok je stariji brat Kurt je bio poznati istraživač Afrike i njemački kolonijalni časnik.
Francois je u prusku vojsku stupio 1875. godine. Nakon završetka vojne akademije služio je kao časnik Glavnom stožeru, a nakon toga u stožerima raznih vojnih jedinica. Čin pukovnika dostigao je 1903. godine, general bojnikom je postao 1908. godine, dok je 1911. godine promaknut u čin general poručnika kada je dobio i zapovjedništvo nad 13. pješačkom divizijom smještenom u Münsteru. U listopadu 1913. Francois dobiva zapovjedništvo nad I. korpusom smještenim u Königsbergu na čijem čelu dočekuje i početak Prvog svjetskog rata. 

## Prvi svjetski rat
Na početku Prvog svjetskog rata Francoisov I. korpus se nalazio u sastavu 8. armije pod zapovjedništvom Maximiliana von Prittwitza koja se nalazila na Istočnom bojištu. Prema Schlieffenovom planu njemačka 8. armija nije trebala djelovati ofenzivno, već je trebala štititi Istočnu Prusku i Königsberg sve dok se ne postigne odlučujuća pobjeda na Zapadu. 
Nakon što je ruska 1. armija počela prodirati u Istočnu Prusku Prittwitz je naredio Francoisu da se povuče. Francois nije međutim, poslušao Prittwitzovu naredbu, već je suprotno naređenjima napao rusku 1. armiju, te joj u Bitci kod Stallupönena 7. kolovoza 1914. nanio poraz uz 5.000 mrtvih i ranjenih i 3.000 zarobljenih na ruskoj strani. Ohrabren tim uspjehom Francois je uspio nagovoriti Prittwitza da protivno naredbama Glavnog stožera poduzme novi napad, dok se ruska 2. armija još nalazila na jugu. Prittwitz je 19. kolovoza 1914. naredio napad, ali su brojčano nadmoćne ruske snage uz potporu topništva u Bitci kod Gumbinnena njemačkim snagama nanijele poraz, te ih prisilile na povlačenje.
Prittwitz i njegov načelnik stožera su nakon toga smijenjeni, te su ih zamijenili Paul von Hindenburg i Erich Ludendorff kao načelnik stožera. Francoisov I. korpus željeznicom je premješten na jugozapad kako bi se suprotstavio nadirućoj ruskoj 2. armiji koja je zapovjedništvom Aleksandra Samsonova prodrla u južni dio Istočne Pruske.
Francois je imao odlučujuću ulogu u odlučnoj njemačkoj pobjedi u Bitci kod Tannenberga. Pritom Francois u dva navrata nije poslušao Ludendorffova naređenja što je međutim pridonijelo velikoj njemačkoj pobjedi i okruženju i gotovo potpunom uništenju ruske 2. armije čiji je zapovjednik zbog poraza nakon bitke počinio samoubojstvo. Francois ima velike zasluge u toj pobjedi, ali mu je opetovani neposluh u poštovanju zapovijedi pretpostavljenih onemogućio napredovanje posebice nakon što je Hindenburg postao načelnikom Glavnog stožera 1916. godine.
Nakon Bitke kod Tannenberga Francoisov I. korpus je sudjelovao i u njemačkoj pobjedi u Prvoj bitci na Mazurskim jezerima. Međutim, i nakon te bitke Francois je nastavio s neposluhom. Kada je Richard von Schubert, novi zapovjednik 8. armije koji je naslijedio Hindenburga koji je pak postao zapovjednikom novoformirane 9. armije, naredio povlačenje, Francois ga nije poslušao, već je poslao brzojav Glavnom stožeru u kojrem je pobrojao svoje uspjehe, te naveo da je "zapovjednik loše savjetovan". Navedeni brzojav je toliko impresionirao cara da je smijenio Schuberta, te je na njegovo mjesto imenovao Francoisa. Francois je međutim na zapovjedništvu 8. armije izdržao samo mjesec dana. Naime, kada su Hindenburg i Ludendorff zatražili da za im za protunapad u smjeru Lodza ustupi I. korpus, on ih nije poslušao, već im je poslao slabo opremljeni XXV. pričuvni korpus. Navedeno je bilo previše za njegove pretpostavljene, pa je početkom studenog 1914. Francois smijenjen s mjesta zapovjednika 8. armije, te je na njegovo mjesto postavljen Otto von Below.
Nakon što je mjesec i pol dana bio u pričuvi Francoisu je 24. prosinca 1914. dodijeljeno zapovjedništvo nad XLI. pričuvnim korpusom.  Nakon što je jedno vrijeme navedenim korpusom bio na Zapadnom bojištu, početkom 1915. ponovno se nalazi na Istočnom bojištu. U travnju 1915. sudjeluje u ofenzivi Gorlice-Tarnow, te se ponovno ističe prilikom proboja ruskog fronta. Za zapovijedanje u toj ofenzivi Francois je 14. svibnja 1915. odlikovan ordenom Pour le Mérite. 
U lipnju 1915. Francois ponovno je premješten na Zapadno bojište gdje zapovijeda VII. korpusom. U srpnju 1916. dobiva zapovjedništvo nad Zapadnom grupom u sektoru Verduna. Nakon toga ne dobiva drugu značajnije zapovjedništvo niti napredovanje, te je u lipnju 1918. godine stavljen na raspolaganje Glavnom stožeru.

## Poslije rata
Nakon rata Francois je napisao više knjiga uključujući i bestseller Marneschlacht und Tannenberg, te je predavao na Sveučilištu u Tübingenu. Preminuo je 15. svibnja 1933. godine u 78. godini života u Berlinu.

## Vanjske poveznice
(engl.) Hermann von Francois na stranici First World War.com

(engl.) Hermann von Francois na stranici Prussianmachine.com

(njem.) Hermann von Francois na stranici Deutschland14-18.de

(njem.) Hermann von Francois na stranici Tannenberg1914.de  Arhivirana inačica izvorne stranice od 24. veljače 2012. (Wayback Machine)
| Prethodnik:          | Zapovjednik 8. armije Hermann von Francois | Nasljednik:    |
| Richard von Schubert | Zapovjednik 8. armije Hermann von Francois | Otto von Below |